# Tanto monta

Escudo de los Reyes Católicos con el lema, el yugo, el haz de flechas y el mote «tanto monta».

Tanto monta, abreviación de tanto monta cortar como desatar es el mote heráldico (comienzo de una frase breve que constituía, sola o acompañada de la empresa —o figura heráldica—, una divisa alusiva a la persona que lo usaba) que utilizó Fernando II de Aragón llamado el Católico. Su divisa personal consistía en la representación del nudo gordiano atado al yugo, acompañado del mote «tanto monta», que iniciaba la frase «tanto monta cortar como desatar», señalando que los medios utilizados para resolver un problema no son importantes frente a la solución de este. Probablemente esta divisa le fue sugerida a Fernando II de Aragón por el gran humanista Antonio de Nebrija. Y la idea era llevar el reino de Aragón tras dos siglos expandiéndose hacia Oriente, con aspiraciones a pasar más allá de Bizancio, siguiendo las huellas de Alejandro Magno.
La empresa del yugo con el nudo gordiano cortado suponía también un juego cortesano, al comenzar «yugo» con «Y», que era la inicial con que frecuentemente se escribía el nombre de su esposa Isabel. Era común en los juegos galantes de la época adoptar una divisa que incluyera el nombre de la persona amada, como ocurría a su vez con las flechas de la reina católica, cuya primera letra era la «F» de su esposo. Estas divisas se encuentran en muchas representaciones del escudo de los Reyes Católicos y por ello aparecen en labras de multitud de edificios construidos durante su reinado, finales del siglo XV y principios del XVI. Cuando se figuraban las iniciales, como sucede actualmente en el escudo de Puerto Rico, la «Y» correspondía a Isabel y la «F» a Fernando.

## Formulación original

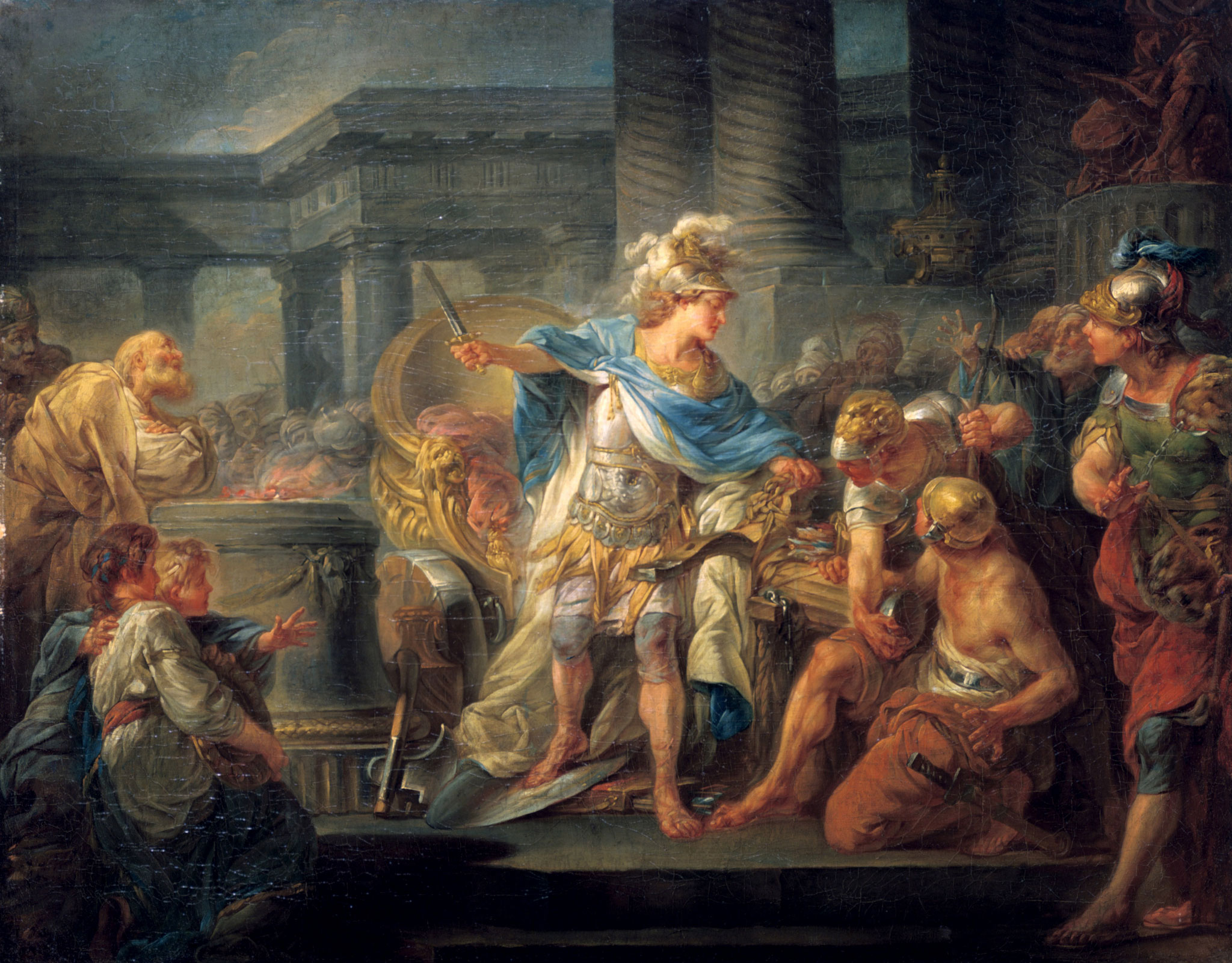
Alejandro, cortando el Nudo Gordiano.

La frase implicaba que tanto importa cortar el nudo gordiano como desatarlo, y remite a la anécdota clásica de la biografía de Alejandro Magno. Las armas del Rey Católico fueron tomadas del famoso nudo gordiano cuya leyenda cuenta, según el historiador Quinto Curcio, que cuando el rey Alejandro Magno llegó a un templo de Gordio, halló un yugo atado por un nudo muy intrincado del que se decía que quien lo desatase sería señor de Asia. Alejandro, sin pensárselo dos veces, sacó la espada y cortó el nudo, diciendo: da lo mismo (tanto monta) cortar como desatar.
Probablemente fue el maestro Antonio de Nebrija quien sugirió al rey Fernando el nudo gordiano como símbolo (yugo con una cuerda suelta) junto al mote «tanto monta», abreviación de su divisa personal, dada la tradición del reino aragonés en expandirse por el Mediterráneo; es decir, hacia Oriente. Además, el yugo contenía la «Y», que era la inicial de Isabel (escrito a menudo en su época Ysabel) y el haz de flechas (en número variable), atado con una cuerda (sin el yugo) era el símbolo de Isabel I. Las flechas contenían la «F», inicial de Fernando. De este modo cada uno de los cónyuges recordaba a su pareja en sus propias divisas heráldicas. La heráldica en la segunda mitad del siglo XV había ido incorporando juegos cortesanos en los que cobraron importancia creciente los motes o lemas, frases y emblemas parlantes que se añadían como divisas a los escudos de armas o que se representaban exentos.

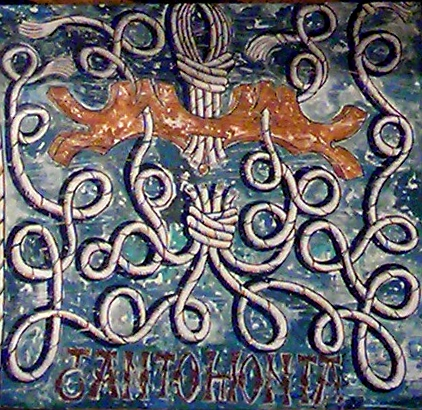
Yugo y nudo gordiano cortado, con el mote «tanto monta» como emblema de Fernando II de Aragón en la techumbre de una de las estancias del palacio de los Reyes Católicos de la Aljafería de Zaragoza, 1488-1492.

Cada uno de ellos usaba la inicial de su consorte. Por ello en el medallón de la fachada de la Universidad de Salamanca el yugo aparece al lado de Fernando y las flechas junto al retrato de Isabel, y en algunas representaciones heráldicas se observa la F bajo el yugo y la Y con las flechas. Y el lema «tanto monta» acompaña al yugo en los pendones de la Banda de la capilla Real de Granada. Asimismo, el yugo es la divisa que figura en las monedas aragonesas de Fernando el Católico.
Hoy se pueden encontrar la frase «tanto monta», así como los símbolos del yugo y las flechas, en los escudos de algunas ciudades y municipios alusivos a los monarcas que unificaron las coronas de Aragón y Castilla. Por tanto no están relacionados con la dictadura franquista, a pesar de que esta utilizó la simbología de los Reyes Católicos. Por otra parte, las interpretaciones populares han modificado el mote, como ocurre con la expresión «Tanto monta, monta tanto, Isabel como Fernando», que no era la formulación del lema en la época, y que está influida por una explicación del carácter dual de aquella monarquía.
En el escudo de Puerto Rico aparecen el yugo y un haz de flechas, así como las iniciales de Fernando e Isabel (Ysabel) en letra gótica «f» e «y» timbradas de corona real abierta.